# Saint-Léon-sur-Vézère
Saint-Léon-sur-Vézère ist eine Gemeinde mit 430 Einwohnern (Stand 1. Januar 2022) in der französischen Region Nouvelle-Aquitaine im Département Dordogne. Sie ist als eines der Plus beaux villages de France (Schönste Dörfer Frankreichs) klassifiziert.
In dem Ort an der Vézère zwischen Montignac-Lascaux und Les Eyzies gibt es eine zu den ältesten im Périgord gehörende romanische Kirche aus dem 12. Jahrhundert, außerdem das Manoir de la Salle aus dem 14. Jahrhundert sowie das Château de Clérans aus dem 16. Jahrhundert.

## Bevölkerungsentwicklung
| Jahr                       | 1962 | 1968 | 1975 | 1982 | 1990 | 1999 | 2006 | 2016 |
| Einwohner                  | 319  | 345  | 334  | 390  | 427  | 490  | 434  | 429  |
| Quellen: Cassini und INSEE |      |      |      |      |      |      |      |      |

## Sehenswürdigkeiten
Die steinplattengedeckte Pfarrkirche Saint-Léon gehörte einst zu einem kleinen Benediktinerpriorat und steht auf den Fundamenten einer gallorömischen Villa. Im Inneren schließt der kreuzförmige Kirchenraum mit einem von einer Halbkuppel überwölbten Chor sowie zwei Nebenapsiden ab; in der Apsis und in der Südkapelle sind romanische Fresken zu sehen. Von außen bilden die drei Apsiden und der quadratische Turm des Bauwerkes eine architektonisch ausgewogene Einheit.
Das Manoir de la Salle liegt am Eingang der Ortschaft, in einem Park direkt neben der Durchgangsstraße. Die kleine Burg wurde aus Feldsteinen erbaut und hat noch einen viereckigen, mit Steinplatten gedeckten Donjon aus der Entstehungszeit vorzuweisen. Das private Château de Clérans steht direkt an der Vézère und zeigt hohe Dächer und verzierte Firste. Eine hohe Mauer lässt einen schmalen Weg entlang des Flussufers frei.
Am Ortsrand entstand ab 1975 eines der größten buddhistischen Zentren Frankreichs, das Dhagpo Kagyü Ling.

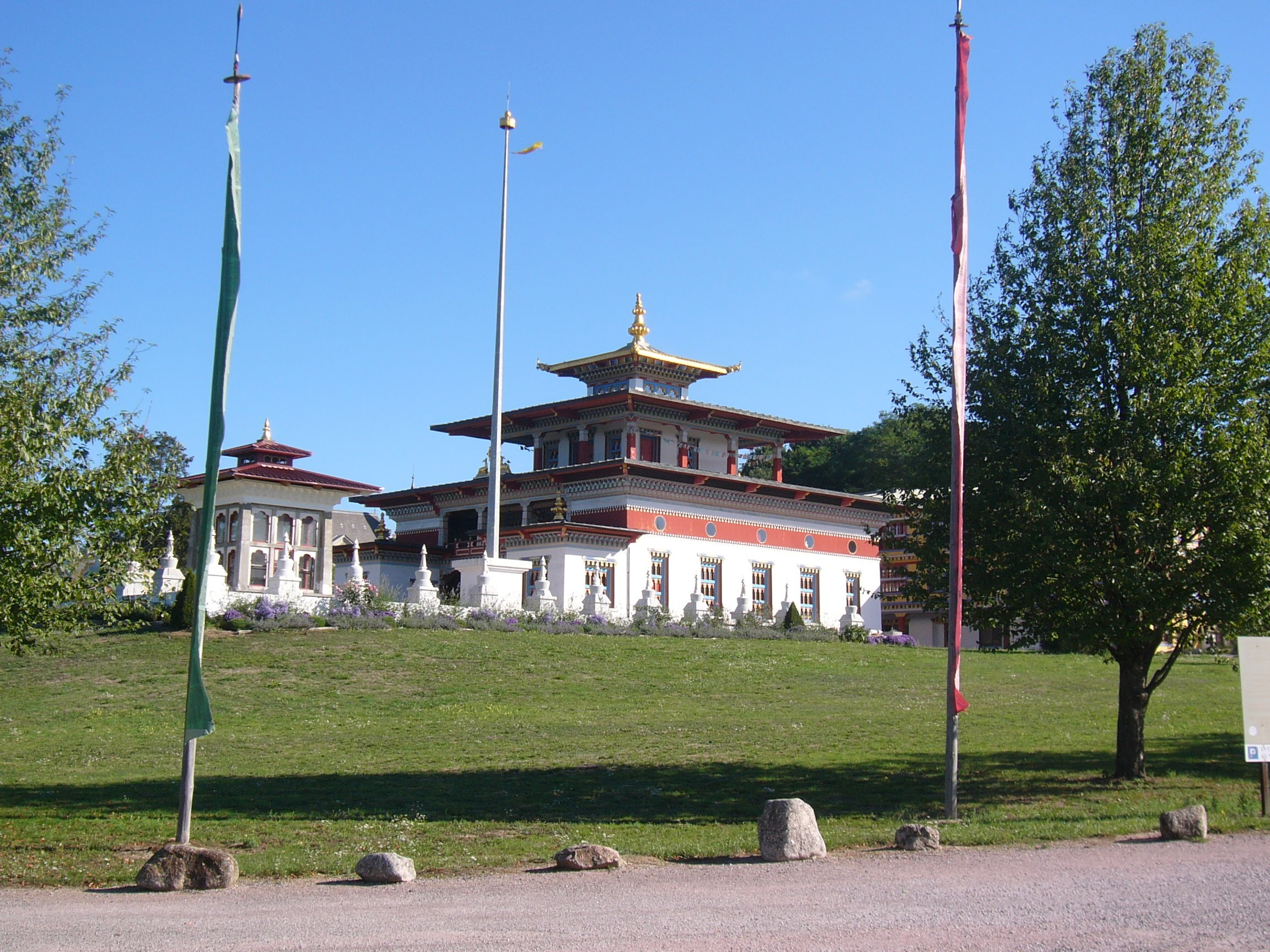
Meditationszentrum dhagpo kagyu ling

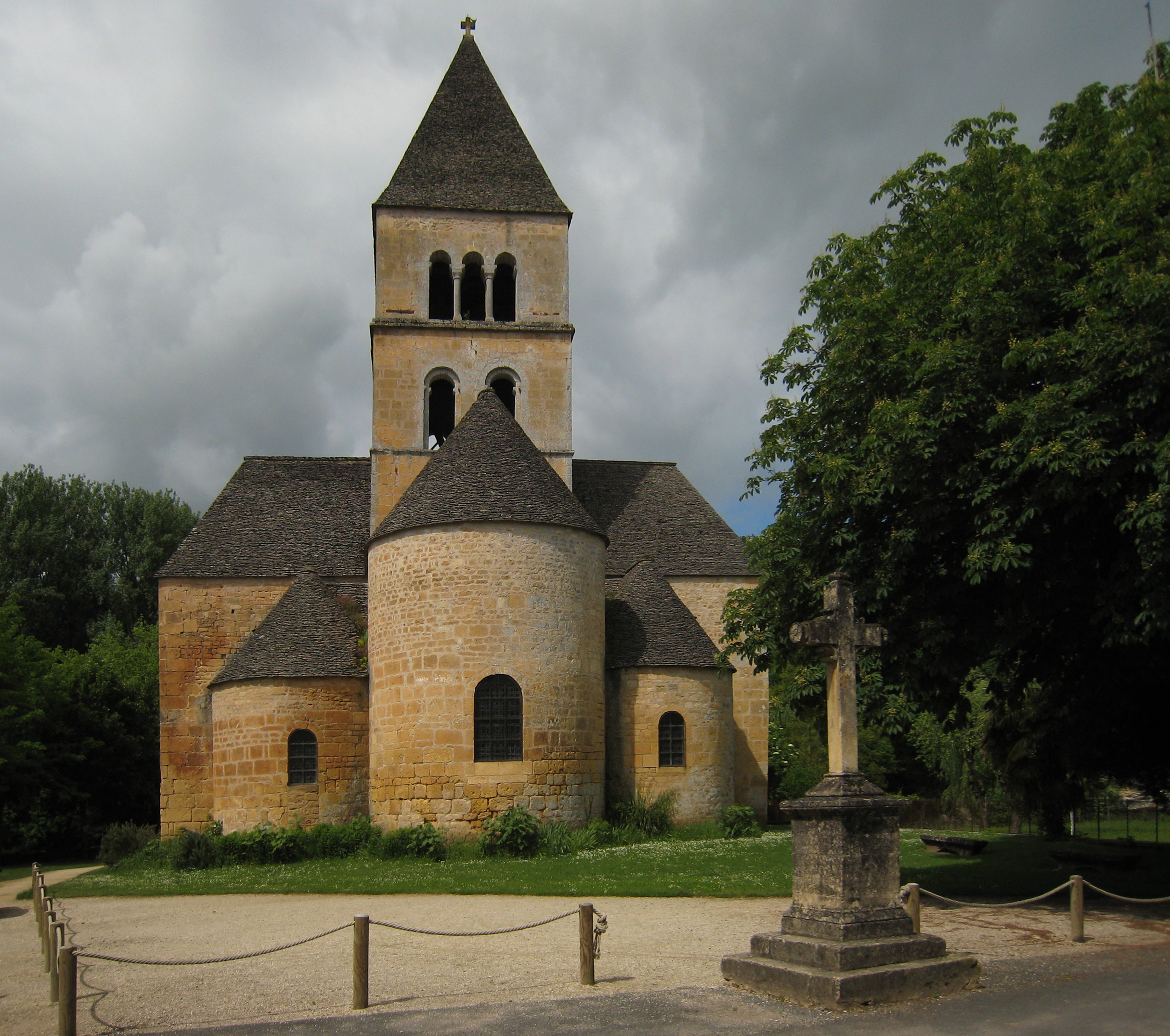
Saint-Léon, Chorhaupt
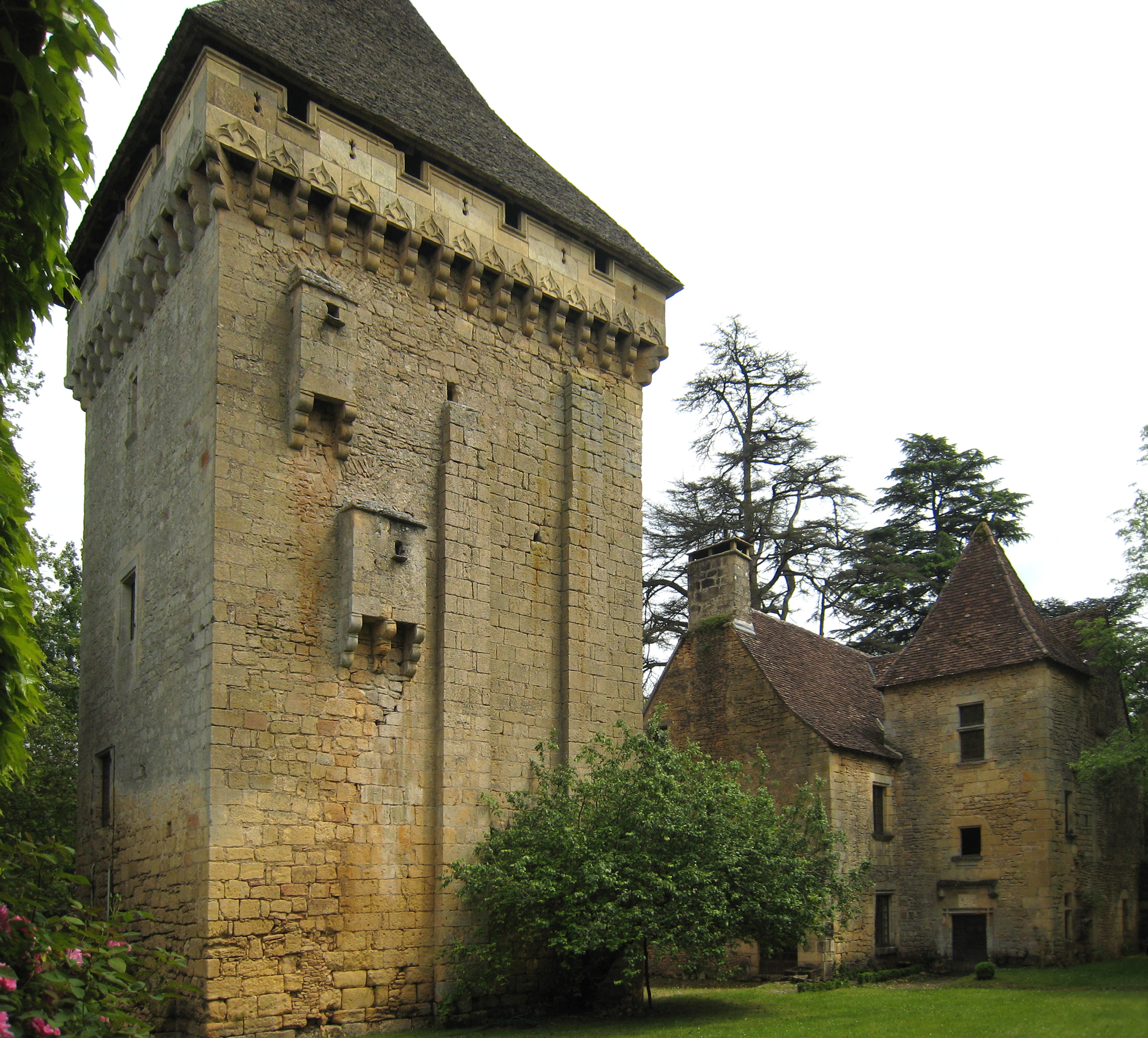
Manoir de la Salle
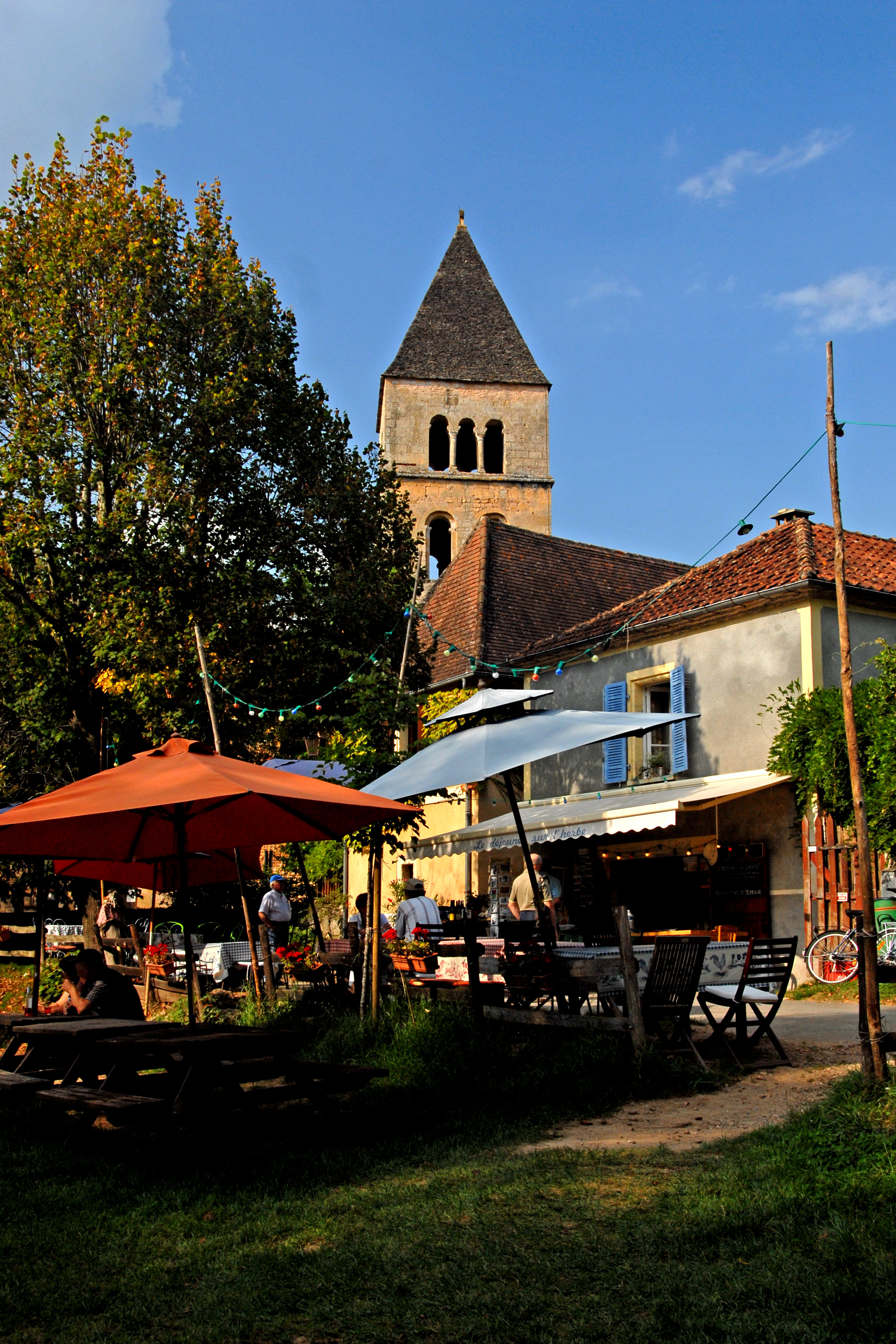
Am Ufer der Vézère, Kirchturm
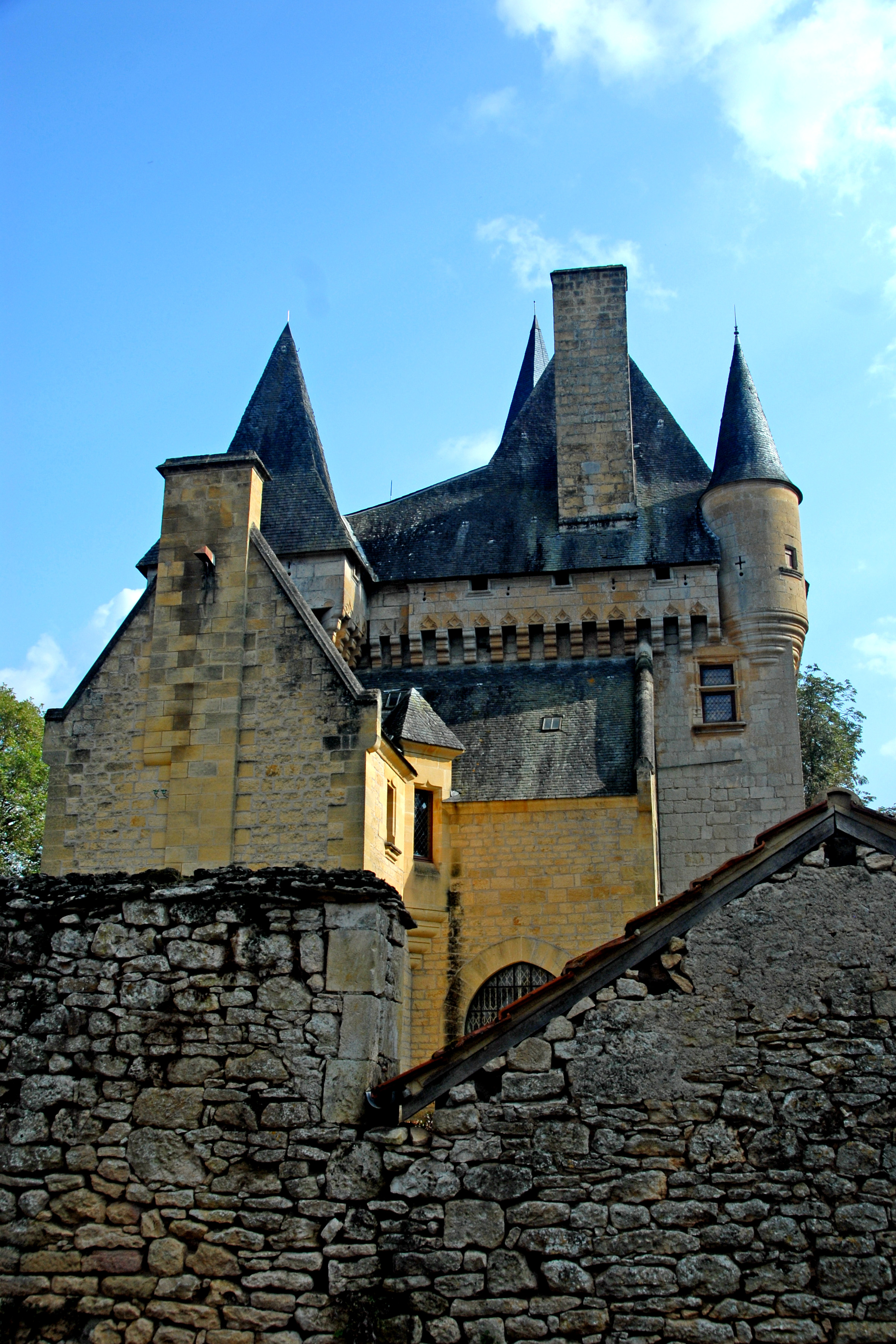
Château de Clérans
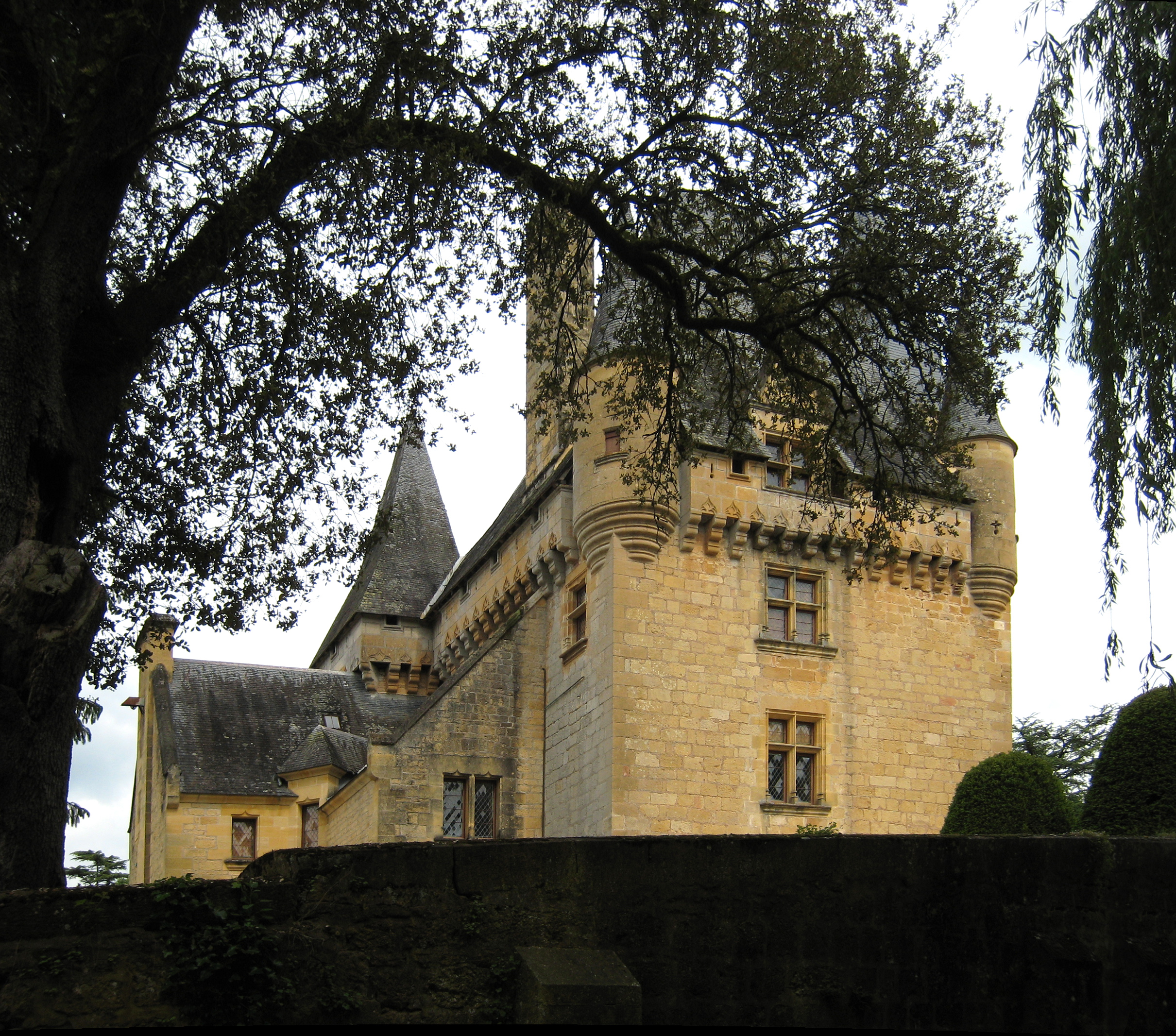
Château de Clérans

## Persönlichkeiten
Der deutsche Maler Heribert C. Ottersbach (* 1960) verbrachte zwischen 1993 und 2006 regelmäßig einen Teil des Jahres in Saint-Léon.